# Suspensoar

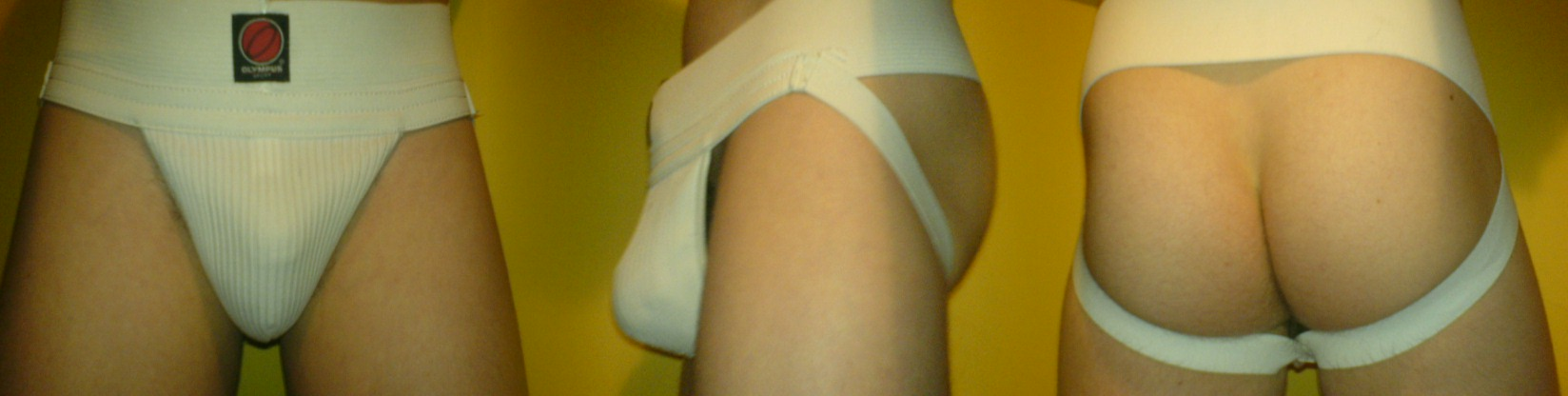
Ett exempel på idrottssuspensoar, sedd framifrån, från sidan och bakifrån.

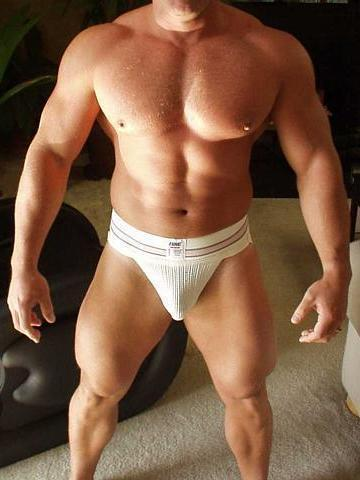
Man iförd suspensoar.

En suspensoar (i vardagligt talspråk även susp) används av män för att skydda testiklarna genom att lyfta upp och stödja pungen, huvudsakligen vid olika idrottsaktiviteter (till exempel ishockeyspel), men även efter vissa typer av medicinska testikeloperationer. Plagget har ett tygstycke framtill och bärs upp av en vanligen bred resår kring höften. I framstyckets nederdel är två "öglor" av tyg eller resår fastsatta, vilka håller fast plagget runt låren. Vanligtvis placeras en skålformad plastkopp i tygstycket framtill som skyddar testiklarna mot stötar.

## Varianter
En vanligt förekommande variant på suspensoaren illustrerad på bilden är den som används i Thaiboxning (thaisusp i vardagligt talspråk). Thaisuspen är tillverkad av gjutjärn och knyts fast med snören istället för att förvaras i tygstycket, två snören i överkant knyts ihop bakom ryggen och ett i nederkant förs mellan skinkorna och fästs i de andra.
Kvinnor inom ishockey, thaiboxning och andra sporter kan också använda en susp. Den ser ut som en manssusp men är plattare eller inte lika djup. 